# Nixon (Texas)
Nixon è un centro abitato degli Stati Uniti d'America situato nella contea di Gonzales e nella contea di Wilson dello Stato del Texas.
La popolazione era di 2.238 persone al censimento del 2010.

## Geografia fisica
Nixon è situata a 29°16′14″N 97°45′45″W (29.270443, -97.762423), principalmente all'interno della contea di Gonzales.
Secondo lo United States Census Bureau, ha un'area totale di 1,1 miglia quadrate (2.9 km²).

## Società

### Evoluzione demografica
Secondo il censimento del 2000, c'erano 2.186 persone, 686 nuclei familiari e 506 famiglie residenti nella città. La densità di popolazione era di 1.928,1 persone per miglio quadrato (746,9/km²). C'erano 803 unità abitative a una densità media di 708,3 per miglio quadrato (274,4/km²). La composizione etnica della città era formata dal 69,99% di bianchi, il 2,84% di afroamericani, lo 0,91% di nativi americani, lo 0,09% di asiatici, il 24,15% di altre razze, e il 2,01% di due o più etnie. Ispanici o latinos di qualunque razza erano il 61,57% della popolazione.
C'erano 686 nuclei familiari di cui il 42,1% aveva figli di età inferiore ai 18 anni, il 48,0% erano coppie sposate conviventi, il 17,2% aveva un capofamiglia femmina senza marito, e il 26,2% erano non-famiglie. Il 24,1% di tutti i nuclei familiari erano individuali e il 13,3% aveva componenti con un'età di 65 anni o più che vivevano da soli. Il numero di componenti medio di un nucleo familiare era di 3,02 e quello di una famiglia era di 3,53.
La popolazione era composta dal 31,5% di persone sotto i 18 anni, il 10,8% di persone dai 18 ai 24 anni, il 26,7% di persone dai 25 ai 44 anni, il 16,2% di persone dai 45 ai 64 anni, e il 14,7% di persone di 65 anni o più. L'età media era di 31 anni. Per ogni 100 femmine c'erano 94,8 maschi. Per ogni 100 femmine dai 18 anni in giù, c'erano 89,5 maschi.
Il reddito medio di un nucleo familiare era di 22.104 dollari, e quello di una famiglia era di 25.139 dollari. I maschi avevano un reddito medio di 21.250 dollari contro i 15.491 dollari delle femmine. Il reddito pro capite era di 10.135 dollari. Circa il 22,3% delle famiglie e il 27,5% della popolazione erano sotto la soglia di povertà, incluso il 37,7% di persone sotto i 18 anni e il 25,0% di persone di 65 anni o più.